# ستيف فولي (لاعب كرة قدم)
ستيف فولي (بالإنجليزية: Steve Foley)‏ (21 يونيو 1953 في المملكة المتحدة - ) هو مدرب كرة قدم ولاعب كرة قدم بريطاني في مركز الدفاع. لعب مع كولتشستر يونايتد وبرينتري تاون.